# Жупний замок
Жупний замок (пол. Zamek Żupny) — споруда в польському місті Величка, збудована для охорони однієї з найстаріших соляних шахт у світі — соляної копальні в Бохні. З 2013 року весь комплекс шахт входить до списку світової спадщини ЮНЕСКО. Перші згадки про ці копальні відносяться до 1248 року.

## Історія
Оборонні споруди для захисту шахт з'явилися ще в середині XIII століття. Оскільки податки з торгівлі сіллю становили значну частину доходів державної скарбниці, то в 1368 році король Казимир III Великий видав спеціальний указ, який регулював правила видобутку і продажу солі.
Наприкінці XIII століття були побудовані перші кам'яні оборонні споруди поблизу соляних копалень. Контроль над шахтами у Величці було доручено графу (Зальцграфу). Розширення і реконструкція цих будівель тривали до XVIII століття.
З XIV по XVI століття доходи від торгівлі сіллю приносили до третини надходжень у державну казну. На ці кошти був побудований королівський Вавельський замок, а також комплекс університетських споруд у Кракові. На той час у соляних копальнях працювало 2000 шахтарів, а видобуток перевищував 30 000 тонн солі.

### XX століття і сучасний стан
У 1918 році шахти були націоналізовані. У 1932 році торгівля сіллю почала контролюватися державою. У 1945 році копальні та будівлі замку піддалися бомбардуванням.
З 1968 по 1988 роки видобуток солі у Величці відігравав важливу роль у розвитку місцевої економіки.
У 1992 році міська влада відреставрували замок. У внутрішніх приміщеннях замку організували Музей краківських жуп. Під час відвідування замку можна побачити постійну археологічну експозицію, колекцію сільничок, а також різноманітні тимчасові виставки. На замковому подвір'ї регулярно проводяться концерти, а також щорічне Свято солі.

## Світова спадщина ЮНЕСКО
У березні 1988 року замок був внесений до списку історичних пам'яток. У 2013 році до переліку пам'яток були додані соляні копальні.

## Комплекс Жупного замку
- Середній замок — «Будинок посеред Жупи» (XIII–XIV століття) — найстаріша з будівель комплексу, раніше виконувала репрезентаційні функції. Тут містилися гродська палата (місце зібрань підкоморського суду) — зараз готична зала, королівська палата (у ній зупинявся король, під час візитів до жупи у XIV–XVII століття), приміщення для продажу солі і зберігання цінних предметів, пов'язаних із жупою. В наш час у ньому представлені різні експозиції: археологічна, історична, найбільша у Польщі колекція сільничок, а також тимчасові виставки.
- Північний замок — «Жупний будинок» (XIV–XV століття) — у минулому на другому поверсі замку знаходилися помешкання урядників і каплиця святого Станіслава, а на першому — жупна в'язниця Горох, лоївня (лій використовувався, серед іншого, для освітлення копальні), склад гірничого знаряддя, приміщення для зберігання капличного начиння та срібла. До 1780 року Північний замок було сполучено із Середнім за допомогою дерев'яної зали, вибудуваної на висоті другого поверху. Окрім сполучних, зала виконувала також репрезентаційні функції, а її стіни прикрашали портрети 24 жупників. У середині XIX століття вздовж будинку було вибудовано дерев'яну сполучну галерею. У наш час тут знаходиться офіс Музею Краківських жуп Величка, наукові майстерні, архів, бібліотека із великим зібранням гірничних публікацій і кав'ярня.
- Південний замок (середина XIX століття) — раніше тут розміщувалися: канцелярія, помешкання охоронців, возовня, а також протипожежний склад. У наш час тут розміщуються тимчасові експозиції,  проводяться освітні заходи. Також тут функціонує ресторан.
- Фрагменти жупної кухні (XV століття) — перший заклад громадського харчування у Польщі, у якому безкоштовно годували працівників адміністрації, гірників та купців, які приїжджали по сіль.Такі функції вона виконувала до 80-их років XVI століття.
- Вежа (XIV століття) і фрагменти оборонних мурів (XIII століття). Мури було споруджено за часів правління короля Казимира Великого з бескидського пісковика у формі овалу. Вони оточували первісну територію замку із оборонною вежею, що мала розміри 16 × 10 м. В мурах містилося 19 веж і дві брами: Краківська з півночі та Клосівська з півдня. Раніше у замковій вежі розміщувалася в'язниця для осіб, покараних за тяжчі провини та помешкання капелана.

## Галерея

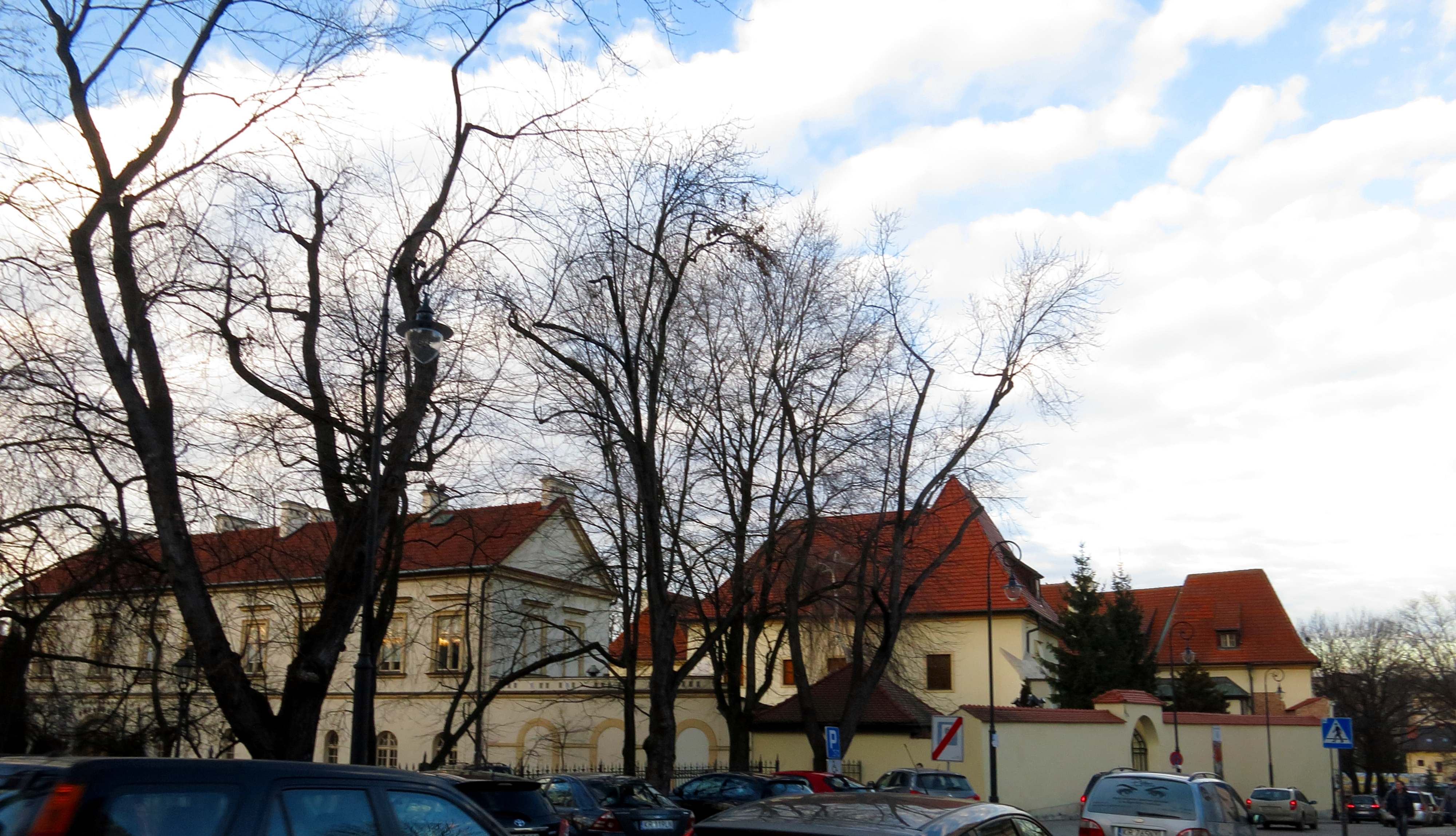
Будівлі замку
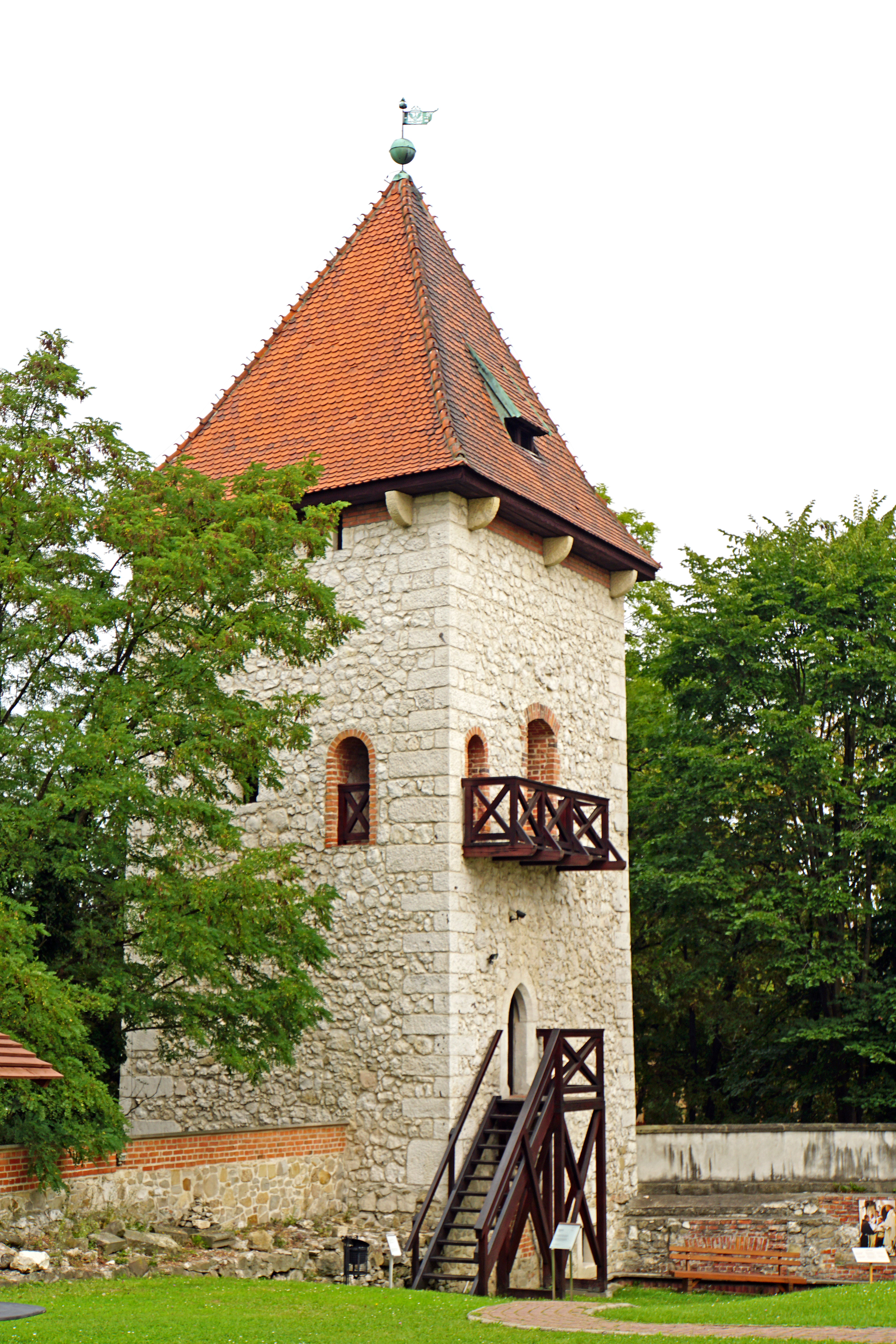
Відреставрована вежа
Головна башта замку
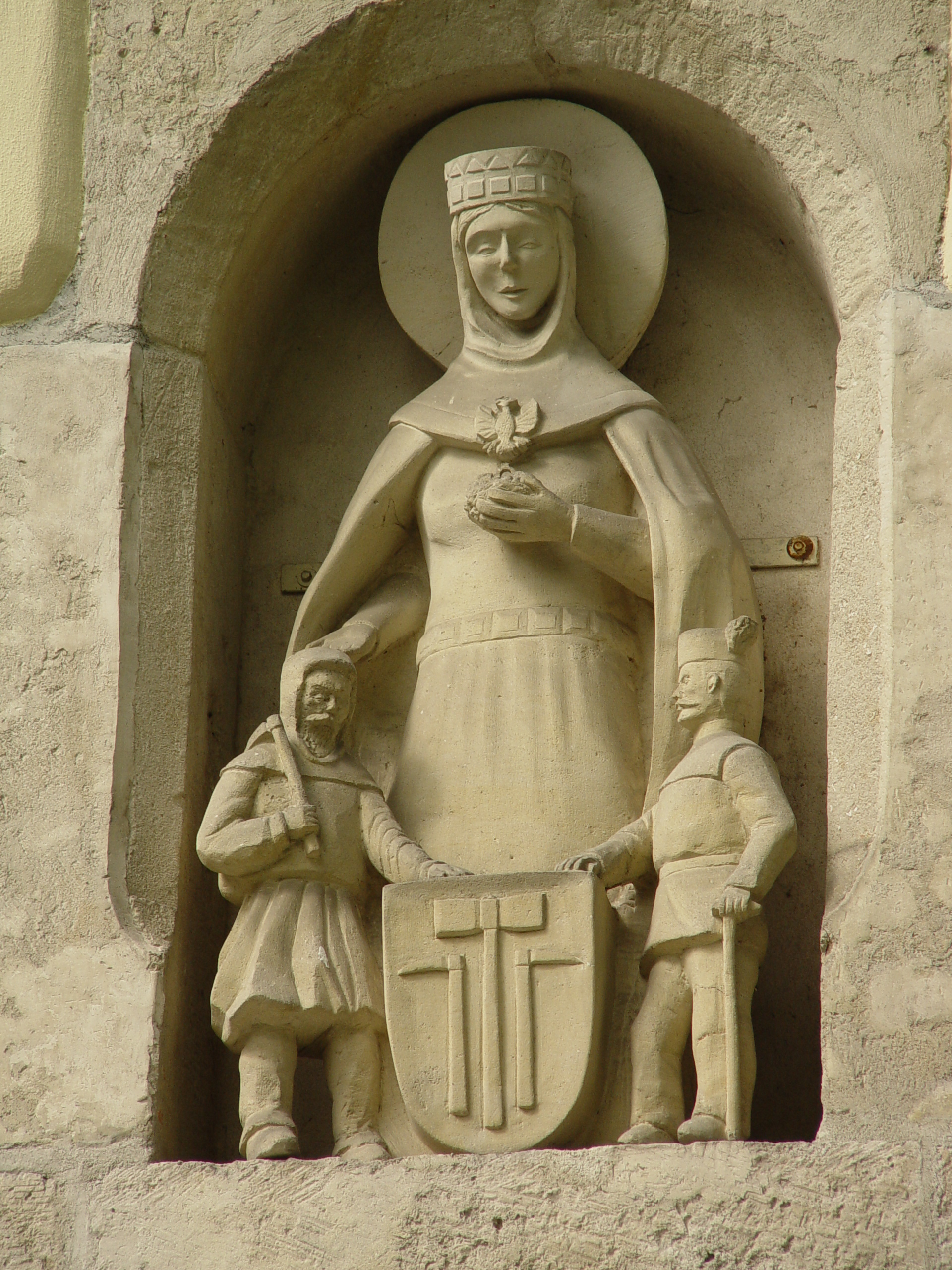
Скульптурна композиція
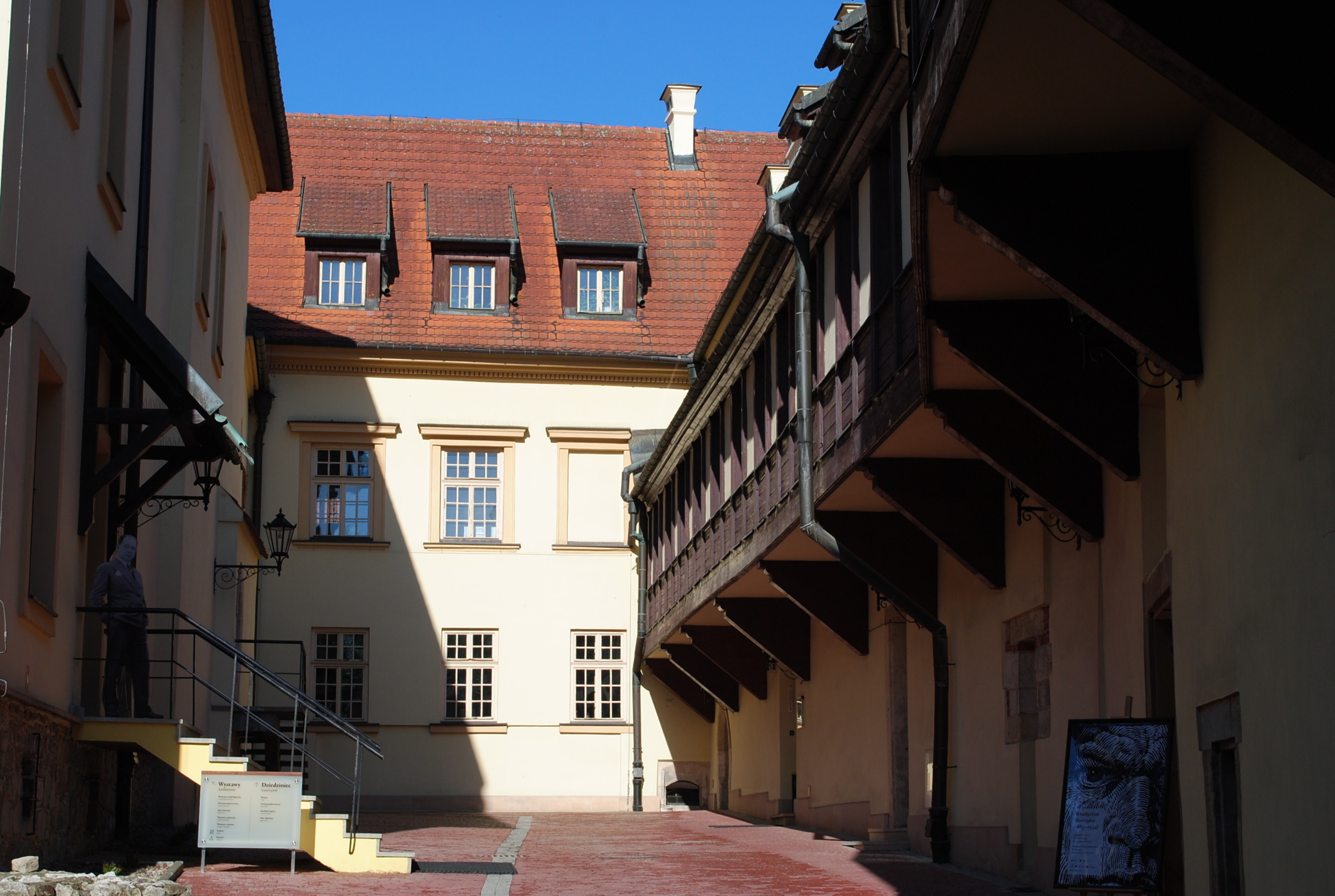
Внутрішній двір замку